# コボルド委員会
コボルド委員会（コボルドいいんかい、英語: Cobbold Commission）は、1962年に設立された調査委員会であり、北ボルネオ（現サバ州）とサラワクの住民がマレーシア連邦（マラヤ連邦、ブルネイ、北ボルネオ、サラワクで構成される）構想を支持しているかどうかの調査を行った。コボルド委員会はのちに1963年9月16日のマレーシア成立に先立つマレーシア憲法の起草に関わった。委員会の委員長は元イングランド銀行総裁の初代コボルド男爵キャメロン・コボルドが務めた。

## 構成

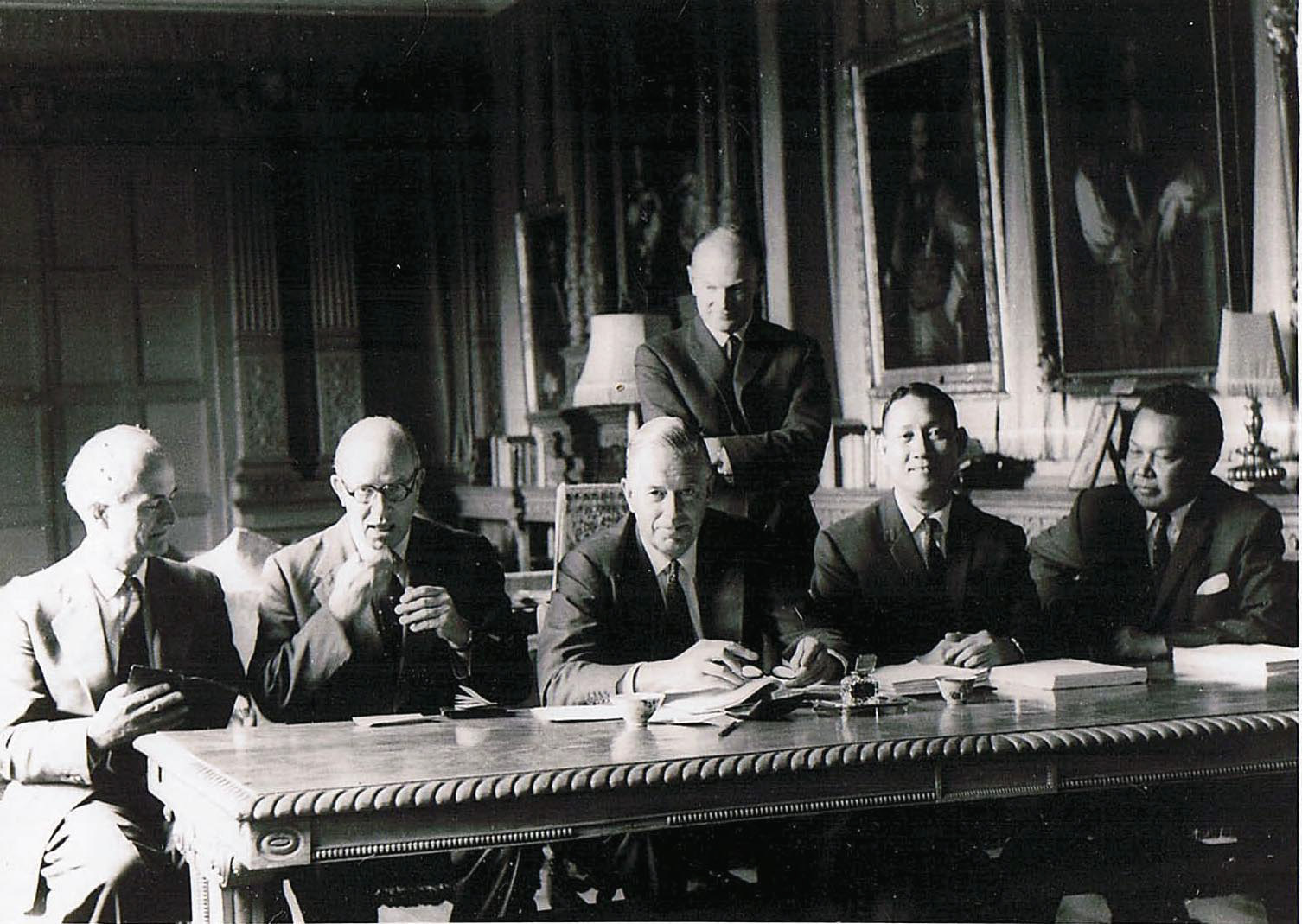
コボルド委員会の委員。真ん中に座っている人物が委員長のコボルド男爵。

委員会は委員長のコボルド男爵のほか、イギリス代表2名とマラヤ連邦代表2名で構成された。
- 初代コボルド男爵キャメロン・コボルド - 委員長[4]
- アンソニー・アベル（英語版） - イギリス代表[4]
- デイヴィッド・ワザーストン - イギリス代表[4]
- 王保尼（英語版） - マラヤ連邦代表[4]
- ガザリ・シャフィ - マラヤ連邦代表[4]

## 歴史
委員の任命は1962年1月16日にイギリス政府とマラヤ政府により発表された。委員5名は2月18日にシンガポールで合流した後、19日に飛行機でクチンに到着、同日午後の1回目の会議を経て20日よりクチンでの調査を開始した。以降4月まで非公開のインタビューによる世論調査が行われた。
コボルド男爵は6月21日にイギリス首相ハロルド・マクミランに手紙を書き、「報告ではマレーシア構想を支持したが、これはシンガポールの参加を前提とする結論だった。（中略）シンガポールが不参加となると、マラヤとボルネオ諸邦の連合に魅力は少ない」と評した。
委員会は1962年8月1日に報告を発表した。この報告によれば、北ボルネオとサラワクの住民のうち、3分の1が条件にこだわらない早期実現を望み、3分の1が宗教や言語の条件をつけたうえでマレーシア成立に賛成、3分の1が独立を優先すべきとし、また2割は自治と独立を達成しなければマレーシアに反対するとした。結論としては北ボルネオとサラワクの州権を認める必要があるものの、マレーシア構想は有益であるとした。
政治学者の田村慶子によれば、委員が政府による任命で、マレーシア構想が共産主義の波及を防ぐという意識を持ち、さらにマレーシア成立に無条件で賛成する3分の1の住民がマレーシア構想を理解しているかどうかが不明であることから、最初からある程度結果が予想される調査で、田村はイギリスのやり方を強引と評した。